# Coordenadas geodésicas

Coordenadas geodésicas P(ɸ,λ,h)

Las coordenadas geodésicas son un tipo de coordenadas curvilíneas ortogonales basadas en un elipsoide de referencia, utilizadas en geodesia.
Incluyen la latitud geodésica (norte/sur) ϕ, la longitud geodésica (este/oeste) λ y la altura elipsoidal h (también conocida como altura geodésica).
La tríada también se conoce como coordenadas elipsoidales de la Tierra, y no deben confundirse con las coordenadas elipsoidales-armónicas o con el caso más general de las coordenadas elipsoidales.

## Definiciones
La longitud mide el ángulo de rotación entre el meridiano cero y el punto medido. Por convención para la Tierra, la Luna y el Sol, se expresa en grados que van desde −180° a +180°. Para otros cuerpos se utiliza un rango de 0° a 360°.
Para ello, es necesario fijar un meridiano cero, que para la Tierra suele ser el primer meridiano. Para otros cuerpos se suele hacer referencia a una característica fija de la superficie, que para Marte es el meridiano que pasa por el cráter Airy-0. En consecuencia, es posible definir muchos sistemas de coordenadas diferentes sobre el mismo elipsoide de referencia.
La latitud geodésica mide la proximidad de un punto a los polos o al ecuador en un meridiano y se representa como un ángulo de −90° a +90°, donde 0° es el ecuador. La latitud geodésica es el ángulo entre el plano ecuatorial y una línea recta que es la normal con respecto al elipsoide de referencia. Dependiendo del aplanamiento, puede ser ligeramente diferente de la latitud, que es el ángulo entre el plano ecuatorial y una línea que parte del centro del elipsoide. Para cuerpos que no son la Tierra, se utilizan en su lugar los términos latitud planetográfica y latitud planetocéntrica.
La altura elipsoidal (o altitud elipsoidal), también conocida como altura geodésica (o altitud geodésica), es la distancia entre el punto de interés y la superficie del elipsoide, medida sobre el vector normal elipsoidal. Se define como una distancia con signo tal que los puntos situados dentro del elipsoide de referencia tienen altura negativa.

## Coordenadas geodésicas frente a geocéntricas
La latitud geodésica y la latitud geocéntrica tienen definiciones diferentes. La latitud geodésica se define como el ángulo entre el plano ecuatorial y la recta normal en un punto del elipsoide, mientras que la latitud geocéntrica se define como el ángulo entre el plano ecuatorial y una línea radial que conecta el centro del elipsoide con un punto en la superficie (véase la figura). Cuando se utiliza sin calificación, el término latitud se refiere a la latitud geodésica. Por ejemplo, la latitud utilizada en las coordenadas geográficas es la latitud geodésica. La notación estándar para la latitud geodésica es φ. No existe una notación estándar para la latitud geocéntrica, y en la bibliografía se pueden encontrar ejemplos que utilizan θ, ψ o φ′.
De manera similar, la altitud geodésica se define como la altura sobre la superficie del elipsoide, normal al elipsoide, mientras que altitud geocéntrica se define como la distancia al elipsoide de referencia medida sobre una línea recta radial hasta el geocentro. Cuando se utiliza sin adjetivos, como en el caso de la aviación, el término altitud hace referencia a la altitud geodésica (posiblemente con más refinamientos, como en la altura ortométrica). La altitud geocéntrica se utiliza típicamente en astrodinámica (véase órbita geocéntrica).
Si el efecto de la protuberancia ecuatorial de la Tierra no es significativo para una aplicación dada (por ejemplo, en los viajes interplanetarios), el elipsoide terrestre puede simplificarse como una Tierra esférica, en cuyo caso las latitudes geocéntrica y geodésica son iguales y el radio geocéntrico dependiente de la latitud se simplifica a una media global del radio terrestre (véase también: coordenadas esféricas).

## Conversión
Dadas las coordenadas geodésicas, se pueden calcular las coordenadas geocéntricas del punto de la siguiente manera:
{\displaystyle {\begin{aligned}X&={\big (}N+h{\big )}\cos {\phi }\cos {\lambda }\\Y&={\big (}N+h{\big )}\cos {\phi }\sin {\lambda }\\Z&=\left({\frac {b^{2}}{a^{2}}}N+h\right)\sin {\phi }\end{aligned}}}
donde a y b son el radio ecuatorial (semieje mayor) y el radio polar (semieje menor), respectivamente. N es el radio terrestre, función de la latitud ϕ:
{\displaystyle N={\frac {a^{2}}{\sqrt {a^{2}\cos ^{2}\phi +b^{2}\sin ^{2}\phi }}},}
Por el contrario, extraer ϕ, λ y h de las coordenadas rectangulares normalmente requiere realizar iteraciones, ya que ϕ y h están mutuamente relacionadas a través de N:
{\displaystyle \lambda =\operatorname {atan2} (Y,X)}
{\displaystyle h={\frac {p}{\cos \phi }}-N,}
{\displaystyle \phi =\arctan \left((Z/p)/(1-e^{2}N/(N+h))\right).}
donde {\displaystyle p={\sqrt {X^{2}+Y^{2}}}}, aunque existen otros métodos más sofisticados de conversión de coordenadas geográficas.